# Guy Camus (Biologe)
Guy Charles Edmond Camus (* 27. März 1921 in Bar-le-Duc, Département Meuse; † 9. Januar 2006 in Paris) war ein französischer Biologe und Hochschullehrer.

## Leben
Camus war der Sohn von Adrien Camus und Lucie Pietrement. Sein Vater war Inspektor bei Postes, télégraphes et téléphones (P.T.T.). Nach dem Besuch des Lycée Saint-Quentin und des Lycée Saint-Louis absolvierte er sein Grundstudium an der Université de Lille, wo er 1939 das Baccalauréat erwarb. Es folgte ein Biologiestudium an der Fakultät für Naturwissenschaften der Sorbonne in Paris, wo er im April 1949 zum Docteur ès sciences promoviert wurde. 1944 wurde er naturwissenschaftlicher Assistent an der Sorbonne, wo er an der Zelldifferenzierung gearbeitet und physiologische Studien an Tumorgewebe in Pflanzen durchgeführt hatte. Im August 1948 heiratete er Simone Huguet, mit der er einen Sohn hatte. Von Juli 1949 bis 1952 war er Forschungsstipendiat der Rockefeller-Stiftung und wissenschaftlicher Mitarbeiter am California Institute of Technology (Caltech), wo seine Arbeiten im Earhart Plant Research Laboratory in Zusammenarbeit mit Frits Went über die Auswirkungen von Licht und Temperatur auf Pflanzen erfolgten. Ab Anfang 1950 beschäftigte er sich hauptsächlich mit Studien zur Pflanzenbiochemie in Zusammenarbeit mit James Bonner, Professor für Biologie. Im Rahmen eines Stipendiums der American Cancer Society fanden sie heraus, dass ein virusähnliches Gebilde an der Tumortransformation von Pflanzenzellen beteiligt ist.  
1955 war er Forschungsleiter am Centre national de la recherche scientifique (CNRS). 1956 wurde er Dozent und von 1958 bis 1985 war er Professor an der Fakultät für Naturwissenschaften der Sorbonne sowie Hochschullehrer an der Universität Pierre und Marie Curie (Paris VI). Von 1958 bis 1971 war er Mitglied des Comité national de la recherche scientifique und von 1961 bis 1975 Mitglied des Direktoriums und des Verwaltungsrats des CNRS. Von 1961 bis 1963 war er technischer Berater im Generalsekretariat der Präsidentschaft der Republik unter Charles de Gaulle. Von 1963 bis 1982 war er Generaldirektor des Office de la recherche scientifique et technique Outre-Mer (ORSTOM), einer Institution des Groupement d’études et de recherches pour le développement de l’agronomie tropicale (GERDAT). Zudem war er Vizepräsident des Institut de recherches dagronomie tropicale (IRAT).
Von 1967 bis 1971 war er Mitbegründer und Mitglied des Verwaltungsrats des International Institute of Tropical Agriculture (IATA) und von 1972 bis 1982 Mitglied des Centro Internacional de Mejoramiento de Maiz y Trigo (CIMMYT). 
Von 1973 bis 1980 war er Mitglied des Verwaltungsrats des Institut scientifique et technique des pêches maritimes und von 1976 bis 1978 Mitglied des Verwaltungsrats der International Foundation for Science (IFS). Er war Mitglied oder Vorsitzender verschiedener Ausschüsse oder Arbeitsgruppen der Akademie der Wissenschaften der Vereinigten Staaten, der Weltbank und der Europäischen Gemeinschaft. 1978 wurde er in die Académie des Sciences d’Outre-Mer aufgenommen.
Camus war von 1974 bis 1979 Mitglied des Technischen Beratungsausschusses der Consultative Group on International Agricultural Research (CGIAR). Von 1982 bis 1987 hatte er dort die Position des Vorsitzenden inne. Von 1988 bis 1993 war er als Mitglied des Verwaltungsrats des International Service for National Agricultural Research (ISNAR). Zwischen 1988 und 1994 war er Mitglied des Verwaltungsrats sowie anschließend von 1995 bis 2000 Vorsitzender des Verwaltungsrats des Asian Vegetable Research and Development Center.
Camus war in erster Linie Botaniker und befasste sich mit der Pflanzenphysiologie, der Biochemie der Pflanzen, der Histogenese, mit dem morphogenetischen Einfluss der Knospen sowie mit der Kronengallenkrankheit. Später widmete er sich auch den Agrarwissenschaften.

## Auszeichnungen
Camus war Offizier der Ehrenlegion, Kommandeur des Ordre national du Mérite, Offizier des Ordre des Palmes Académiques, Kommandeur des Ordre du Mérite agricole sowie Träger der Verdienstorden der Elfenbeinküste und von Mauretanien. 
Im Dezember 1949 erhielt Camus den mit 6000 Francs dotierten Louise-Darracq-Preis der Académie des sciences für seine Arbeit über Pflanzenkrebs. 1952 wurde er als erster Preisträger des mit 100.000 Francs dotierten Prix Rapkine der Pariser Louis-Rapkine-Stiftung für herausragende Arbeiten in der Biologie ausgewählt. Benannt ist die Stiftung zum Gedenken an Louis Rapkine, einen französischen Biologen, der auf dem Gebiet der Zellphysiologie forschte, und im Alter von 42 Jahren starb.